# Маркс, Джон Бивер
Джон Бивер Маркс (англ. John Beaver Marks, настоящее имя Джон Джозеф Маркс, англ. John Joseph Marks; 21 марта 1903, Фентерсдорп, Южно-Африканский Союз — 1 августа 1972, Москва, СССР) — деятель коммунистического и национально-освободительного движения Южно-Африканской Республики.

## Биография
Родился в западной части Колонии Трансвааль на севере Южно-Африканского Союза (ныне — Северо-Западная провинция, был седьмым ребёнком в семье негритянского рабочего на южноафриканских железных дорогах и белой матери — акушерки и прачки (умерла в начале 1972 года в возрасте 108 лет). Получил начальное образование, но продолжить обучение не смог из-за расовых барьеров. В школе получил от одноклассников прозвище Бивер, ставшее его вторым именем. В 1915—1919 годах работал издольщиком у белого фермера, затем разнорабочим. В 1919 году смог поступить в Кильнертонский учительский колледж в Претории. Семья желала, чтобы он стал священником, но во время обучения в колледже он участвовал в акциях неповиновения студентов, в результате чего, по его словам, встал на «путь активной борьбы против расового и социального угнетения». Окончив колледж в 1923 году, преподавал в нескольких в школах в Трансваале и Оранжевом свободном государстве, учил детей шахтёров. В молодости увлекался спортом.
Политической деятельностью начал заниматься в середине 1920-х, принадлежа к поколению чёрных южноафриканцев, вступивших в Союз молодых коммунистов. В 1928 году вступил в Южно-Африканскую коммунистическую партию (ЮАКП) и Африканский национальный конгресс. В том же году принял участие в конгрессе Международного комитета негритянских рабочих (подсекция Профинтерна) в Москве. Неоднократно подвергался арестам и преследованиям со стороны южноафриканских властей.
16 декабря 1929 года на митинге в ознаменование годовщины кровавой войны, в которой народ зулу потерпел поражение от объединённой голландско-британской армии, чуть не был застрелен в результате нападения более 100 профашистски настроенных хулиганов из числа правых, открывшими огонь по трибуне, с которой выступал Маркс.
В 1931 году был отстранён от преподавания из-за своей политической деятельности, после чего посвятил всё своё время профсоюзной и политической деятельности. Через некоторое время стал председателем организации Африканского национального конгресса в провинции Трансвааль, а затем её главным казначеем. В 1932 году избран в состав Центрального комитета ЮАКП. В том же году был выдвинут кандидатом на парламентских довыборах в Джермистоне. После этого был отправлен за границу для прохождения курса обучения в Ленинской школе в Москве. В Советском Союзе он выучил русский язык.
В 1930-е годы в ЮАКП имели место внутренние расколы и фракционная борьба, которая серьёзно подорвала работу партии и её поддержку в массах. В 1937 году Маркс сам был временно исключен из партии за техническое нарушение правил, но через год или два, когда политика партии приобрела устойчивость, был полностью восстановлен в рядах партии и вновь начал играть в ней ведущую роль.
Вместе с Т. Мофутсаньяной предпринял инициативу в формировании комитета по возрождению Африканского национального конгресса в Трансваале, участвовал в обновлении его руководящих кадров. Был исполнительным членом АНК, был избран главой АНК в Трансваале в 1950 году.
Внёс значительный вклад в борьбу рабочих золотых шахт Витвотерсранда. Десятилетиями рабочие этих предприятий, нанятые как из числа жителей Южной Африки, так и из иностранцев, вынуждены были работать в крайне тяжёлых бытовых условиях под постоянным прессингом со стороны хозяев шахт. Для борьбы рабочих за свои права в 1941 году был создан Союз африканских горнорабочих, председателем которого в 1942 году стал Маркс. В августе 1946 году Союз возглавил знаменитую 100-тысячную забастовку с требованием повышения зарплаты (до 10 шиллингов в день), жестоко подавленную полицией. Маркс и другие лидеры забастовки были арестованы и обвинены в подстрекательстве к мятежу.
В течение следующих десяти лет Маркс не мог ни открыто участвовать в политической деятельности, ни даже публиковать свои заявления. Некоторое время ЮАКП распространяла грампластинки с записями выступлений Маркса на митингах. В это время он активно участвовал в борьбе масс Южной Африки в виде политических забастовок, бойкотов, демонстраций.
С 1962 года — председатель ЮАКП (избран на Пятом съезде ЮАКП, проходившем нелегально). С 1945 года — член Национального исполкома АНК, в 1951 году избран Председателем АНК в Трансваале.
В 1950 году Маркс был объявлен властями вне закона, но продолжал работать нелегально в освободительном движении и профсоюзах, хотя полицейский надзор сделал такую работу чрезвычайно опасной. В 1963 году Национальным исполнительным комитетом АНК был направлен на работу к Оливеру Тамбо в Танзанию для организации партизанской борьбы против режима апартеида. Являлся членом южноафриканской делегации на многих международных конференциях мира, входил в состав делегации Южной Африки на Международной конференции коммунистических и рабочих партий, состоявшейся в Москве в июне 1969 года. 
Работал в заграничной штаб-квартире АНК вплоть до инсульта, который случился в 1971 году. Лечился в СССР. Умер 1 августа 1972 года от сердечного приступа в Москве. Похоронен на Новодевичьем кладбище. 14 марта 2015 года перезахоронен по просьбе африканской стороны в родном городе Вентерсдорп в Северо-Западной провинции. 
Активно выступал за поддержку рабочим классом всего мира Советского Союза, который называл «Страной пролетариата» и «Меккой революционеров».